# Buddhizmus Walesben
A buddhizmus Walesben rövid történettel rendelkező, kisebbségi vallásnak számít, ahol 2011-ben 9117 fő vallotta magát buddhistának. A buddhizmuson belül a tibeti buddhizmus a legerőteljesebben képviselt irányzat, amelynek több iskolája és vonaltartója is jelen van Walesben. Az ország területén vannak gyakorlók, akik a buddhizmus zen ágát gyakorolják, és például több szótó zen buddhista mester is aktívan ad tanításokat. Szintén létezik még egy théraváda buddhizmushoz tartozó Samatha Trust nevű mozgalom, illetve további új buddhista mozgalmak, mint például a tibeti buddhizmusra alapozó Awakened Heart Sangha vagy a Triratna Buddhista Közösség, amelynek központja a fővárosban, Cardiffban található.
A Wales-i Buddhista Tanács egyre több tagszervezetet és tagot számol a hivatalos weboldaluk szerint. A tanács két képviselője részt vesz a wales-i nemzeti gyűlés vallási közösségekkel foglalkozó fórumain, illetve másik két fő a vallásközi tanács aktív tagja.
Az egyik legismertebb wales-i buddhista, a korábbi rögbi sztár Ricky Evans.